# Edson Hurtado

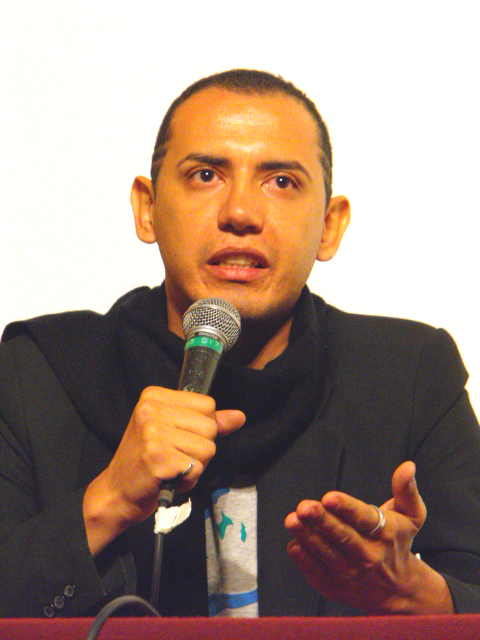
Edson Hurtado

Edson Hurtado (* 1980 in Vallegrande, Bolivien) ist ein bolivianischer Journalist, Schriftsteller, Dichter, Hörfunkjournalist, Forscher und Aktivist.
Hurtado war von Dezember 2013 bis Februar 2017 Direktor der „Unidad Regional del Ministerio de Culturas de Santa Cruz“ bei der Regionalregierung des Departamento Santa Cruz.

## Werke
- De sábanas y otras decepciones[2] (2007) – Gedichtsammlung
- Y tu nalga también[3] (2008) – Gedichtsammlung
- No volveré a querer. La Historia de Los Taitas del Beni[4] (2010) – Biographie
- Ser gay en tiempos de Evo[5] (2011) – Reale Geschichten zur Homosexualität in Bolivien
- Antología de las letras vallegrandinas[6] (2012) – Anthologie 400 Jahre Literatur in Vallegrande
- La Madonna de Sorata[7] (2015) – Indigene Homosexualität in Bolivien